# Tachov
Tachov (nemško Tachau) je mesto v Plzenskem okraju na Češkem ob reki Mže, 55 km zahodno od Plzna. V začetku leta 2023 je imelo 13.800 prebivalcev.